# Jens Warming
Jens Christian Jespersen Warming, född den 9 december 1873 i Köpenhamn, död där den 8 september 1939, var en dansk nationalekonom. Han var son till Eugen Warming.
Warming, som blev juris kandidat 1897, var folkhögskolelärare i Amerika 1897–1901 och blev politisk kandidat 1901. Han var docent vid Landbohøjskolen 1901–1906, kontorschef i Statistiska departementet 1904–1919 och docent vid universitetet 1906–1919. Sistnämnda år blev han professor. Warming skrev bland annat Haandbog i Danmarks Statistik (1913). Han deltog i den offentliga diskussionen från kristlig-social ståndpunkt. Åren 1917–1921 var han medlem av Köpenhamns stadsfullmäktige.